# 七口の関
七口の関（ななくちのせき）とは、中世に地方より京都に入る7つの街道（京都七口〈きょうとななくち）に設置された関所のこと。京都七口関（きょうとななくちのせき）という呼称も存在する。

## 京の七口
京都七口は元来、京都と七道を結ぶ街道の入口として設置されたと考えられ、大原口（小原口・八瀬口→北陸道）・鞍馬口（出雲路口）・粟田口（東三条口→東海道）・伏見口（宇治口・木幡口→南海道）・鳥羽口（→西海道）・丹波口（西七条口・七条口→山陰道）・長坂口（→(丹波道)）の7つと言われているが、これは関所が廃止された江戸時代以後の説で史実に即しているのか疑問を持たれている。また、上記の関以外にも北白川口（今路道下→東山道）、東寺口（→山陽道）、法性寺口（→南海道）、西三条道（→(嵯峨道)）を七口の1つとして挙げている文書・史料も存在する。そこで中世の七口の関について比定する研究も行われたが、実態として7つ以上の関所が存在したのは確実で、かつ現存記録でさえ七口に該当する場所がまちまちである以上、7つを特定することには意義はないとする見解もある。

## 沿革
鎌倉時代以後、朝廷財政の衰微と荘園の拡大、交通の発達によって、内裏や寺社の修繕のために一定の通行税・通行料（関銭）を取る関所が設置されるようになった。特に南北朝の戦いによって財政難に拍車がかかると、朝廷が収入を確保するために各官庁に命じて内裏率分関（だいりりつぶんぜき・内裏率分所（だいりりつぶんしょ））を設置した。実際の運営は諸官庁の長官を世襲していた公家に任され、更に代官を任じてこれを請け負わせた。関所の代官は年貢・公事の納入以外で京都に入る商品や往来する人馬から率分に応じた商品あるいは一定の金額を通行税（関銭）として徴収した。
高い通行料に苦慮した京都や山城国など周辺部の民衆は度々一揆を引き起こして関所の廃止を要求して、実力で関所を破壊することもあった。一方、朝廷・公家側も室町幕府に対して民衆の要求を拒絶するように政治工作を繰り返した。このために、関所の設置と廃止が繰り返され、結果的には室町幕府の政治的権威の低下を示すことになってしまった。そればかりか、長禄3年（1459年）に伊勢神宮再建を名目に幕府自らが関を設置し、続いて文明10年（1478年）には内裏再建を名目に再度関を設置したがこの時の設置が実は将軍足利義政正室である日野富子の収入となっていたことが明らかになると、民衆の不満が爆発し、同年から2年間にわたる山城土一揆のきっかけとなった。
戦国時代以後も引き続き設置されたが、豊臣政権下で全廃されている。